# Barken Margrethe af Danmark
Barken Margrethe af Danmark er en spillefilm fra 1934 instrueret af Lau Lauritzen Sr. efter manuskript af Lau Lauritzen Sr., Lau Lauritzen Jr. og Alice O'Fredericks.

## Medvirkende
- Jon Iversen
- Karin Nellemose
- Lau Lauritzen junior
- Holger Reenberg
- Maria Garland
- Ib Schønberg
- Ellen Jansø
- Sigurd Langberg
- Arthur Jensen
- Carl Fischer
- Clara Østø
- Petrine Sonne

## Handling
Barken Margrethe af Danmark har været på langfart, og nu duver det stolte skib for fulde sejl ind gennem løbet ved Kronborg. Alle om bord er lykkelige over at komme hjem til familien. Da skibet igen stævner ud på de store verdenshave, er besætningen endnu ikke klar over de prøvelser, de vil møde. Langt hjemmefra bliver det klart, at skibet er chartret til at sejle med sølverts fra Ny Kaledonien til Frankrig gennem Torrestrædet, verdens farligste farvand, og det bekommer ikke besætningen vel.